# 栾豹
栾豹（？—？），姬姓，栾氏，名豹，春秋时期晋国大夫。
州县是栾豹的采邑，栾氏灭亡后，士匄、赵武、韩起都想要这块地方。最终三人让步，都没得到这个地方。